# Zooamata
Zooamata è un clade proposto di mammiferi comprendente Ferae (carnivori e pangolini) e Perissodactyla (ungulati a dita dispari). Insieme a Cetartiodactyla (ungulati a dita pari e balene) formano Ferungulata e fanno parte dei Laurasiatheria. Il nome deriva da un misto di greco (zoon = animale) e latino (amatum = amato) e significa "animali amici", in riferimento all'inclusione di gatti, cani e cavalli.
Una proposta in contrasto a questa classifica Perissodactyla e Cetartiodactyla in un clade chiamato Eu-ungulata. Entrambe queste proposte sono basate su aspetti molecolari, ma nessuno di questi cladi né Ferungulata vengono riconosciuti. Nonostante tutte queste sottoclassificazioni, tutti i gruppi di Ferungulati fanno parte dei Laurasiatheria.